# 12537 Kendriddle
12537 Kendriddle este un asteroid din centura principală de asteroizi.

## Descriere
12537 Kendriddle este un asteroid din centura principală de asteroizi. A fost descoperit pe 24 iunie 1998 la Socorro, New Mexico, în cadrul proiectului LINEAR. Asteroidul prezintă o orbită caracterizată de o semiaxă mare de 2,27 ua, o excentricitate de 0,14 și o înclinație de 5,6° în raport cu ecliptica.